# Драгуни
Драгуни – название на конници, способни да действат и в пеши строй. В по-ранни времена под същото название се разбирало пехота, качена на коне.
Думата драгуни за първи път се появява в историята през 16 век: маршал Брисак по време на окупацията на Пиемонт (1550—1560 г.) качва на коне подбрани, смели пехотинци, дава на този отряд названието „Драгуни“ и го употребява за бързи набези. Тези драгуни обаче се сражавали пеша.
Първият пълководец, придал на драгуните съвременното им значение, е Густав II Адолф. Драгунските полкове, правилно организирани, се появили първо във Франция при Луи XIV (1668 г.).
През 14 век в Германия, Австрия, Франция и Англия около ⅓ от цялата конница била от драгуни.
В московската армия думата драгуни за първи път се появява при Михаил Фьодорович, когато през 1631 г. от вербувани чужденци бил формиран Първи драгунски полк.
След това драгунските формирования били попълвани с руски ловци и новопокръстени татари.
Към края на царстването на Алексей Михайлович драгуните наброявали вече над 11 хиляди. Те били въоръжени с мускети, шпаги и къси пики.
При Петър Велики драгунските полкове са вече 33. При него в столицата и в някои по-големи градове били създадени драгунски полицейски команди, съществували до 1811 г.
През 1825 г. вече имало едва 18 драгунски полка.